# Maurolicus
Maurolicus is een geslacht van straalvinnige vissen uit de familie van diepzeebijlvissen (Sternoptychidae). Het geslacht is voor het eerst wetenschappelijk beschreven in 1838 door Cocco.

## Soorten
- Maurolicus amethystinopunctatus (Cocco, 1838)
- Maurolicus australis (Hector, 1875)
- Maurolicus breviculus (Parin & Kobyliansky, 1993)
- Maurolicus imperatorius (Parin & Kobyliansky, 1993)
- Maurolicus inventionis (Parin & Kobyliansky, 1993)
- Maurolicus japonicus (Ishikawa, 1915)
- Maurolicus javanicus (Parin & Kobyliansky, 1993)
- Maurolicus kornilovorum (Parin & Kobyliansky, 1993)
- Maurolicus mucronatus (Klunzinger, 1871)
- Maurolicus muelleri (Gmelin, 1789)
- Maurolicus parvipinnis (Vaillant, 1888)
- Maurolicus rudjakovi (Parin & Kobyliansky, 1993)
- Maurolicus stehmanni (Parin & Kobyliansky, 1996)
- Maurolicus walvisensis (Parin & Kobyliansky, 1993)
- Maurolicus weitzmani (Parin & Kobyliansky, 1993)